# Galbula cyanescens
Galbula cyanescens là một loài chim trong họ Galbulidae.